# Alternaria sesamicola
Alternaria sesamicola är en svampart som beskrevs av E. Kawam. 1931. Alternaria sesamicola ingår i släktet Alternaria och familjen Pleosporaceae.   Inga underarter finns listade i Catalogue of Life.